# Aeroportul Dongsha
Aeroportul Dongsha (IATA: DSX, nicio valoare, ICAO: RCLM, Z28X) este un aeroport din Pratas Island⁠(d), Cijin District⁠(d), Kaohsiung, Taiwan ce deservește zona Pratas Islands⁠(d).
aeroportul dispune de o singură pistă. Este operat de Coast Guard Administration, Ocean Affairs Council⁠(d).